# Liu Binbin
Liu Binbin (Meizhou, 16 de junho de 1993) é um futebolista chinês que atua como meia.

## Carreira
Liu Binbin representou a Seleção Chinesa de Futebol na Copa da Ásia de 2015.

## Títulos
Shandong Luneng
- Copa da China: 2014
- Supercopa da China: 2015

### Individuais
- Revelação da Super Liga Chinesa: 2014